# Colusa (Kalifornia)
Colusa – miasto w Stanach Zjednoczonych, w stanie Kalifornia, siedziba administracyjna hrabstwa Colusa.